# Ercole (nome)
Ercole  è un nome proprio di persona italiano maschile.

## Varianti
- Maschili: Eracle[1]
  - Alterati: Ercolino[1][3]
- Femminili: Ercola[1][3]
  - Alterati: Ercolina[1][3]

### Varianti in altre lingue
- Catalano: Hèracles[5], Hèrcules[5]
- Etrusco: Hercles[3], Hercle[6], Ercle[4]
- Francese: Hercule[2][4]
- Gallese: Ercwlff[2]
- Georgiano: ირაკლი (Irak'li)[2]
- Greco antico: Ἡρακλῆς (Herakles)[1][2][3]
- Greco moderno: Ηρακλης (Īraklīs)[2]
- Inglese: Hercules[7]
- Latino: Hercules[1][2][3][4], Heracles[4], Hercles[6]
- Polacco: Herkules
- Spagnolo: Heracles[5], Hércules[5]

## Origine e diffusione

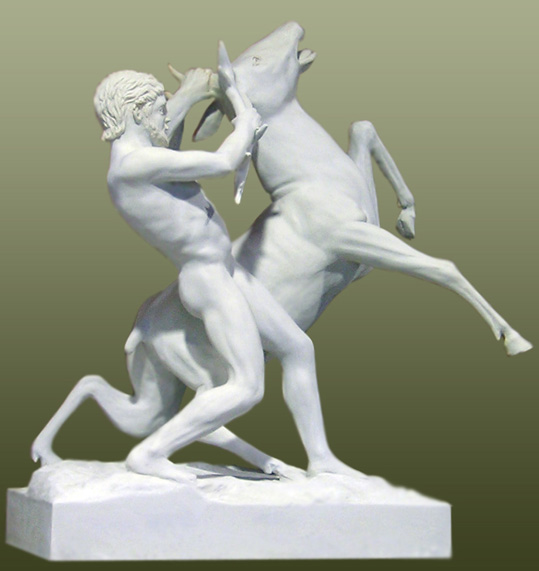
Ercole cattura la cerva di Cerinea, di José Manuel Félix Magdalena

Deriva dal greco ‘Ηρακλης (Herakles, italianizzato in Eracle): è composto da ‘Ηρα (Hera, nome greco della dea Era) e κλεος (kleos, "gloria"), e significa quindi "gloria di Era". Alcune fonti ipotizzano che questa sia però una paretimologia risalente già all'antica Grecia e che il nome di Eracle abbia, come il suo culto, origini più antiche, mediorientali.
Il nome greco è passato in etrusco come Hercles o Ercle, e di lì in latino, nelle forme contratte Hercles o Hercules, adattate poi in italiano come Ercole. Da Ercole/Eracle derivano poi diversi altri nomi, fra cui Eraclide, Eraclio ed Ercolano.
Di tradizione classica, è portato dal popolare eroe della mitologia greca Ercole, famoso per la sua forza sovrumana. In Italia gode di diffusione relativamente buona, attestandosi con maggiore frequenza al Nord (anche grazie al prestigio di vari membri di Casa d'Este che si chiamarono così).

## Onomastico
Il nome è adespota, cioè non è portato da alcun santo, quindi l'onomastico ricorre il 1º novembre in occasione di Ognissanti. Va notato però che esistono una sant'Ercolina, una dei martiri di Abitina, commemorata il 12 febbraio, nonché diversi santi che portano il nome Ercolano; anche sant'Eraclio, primo papa della Chiesa copta, ricordato il 14 giugno, viene talvolta chiamato "sant'Eracle".

## Persone
- Ercole I d'Este, duca di Ferrara

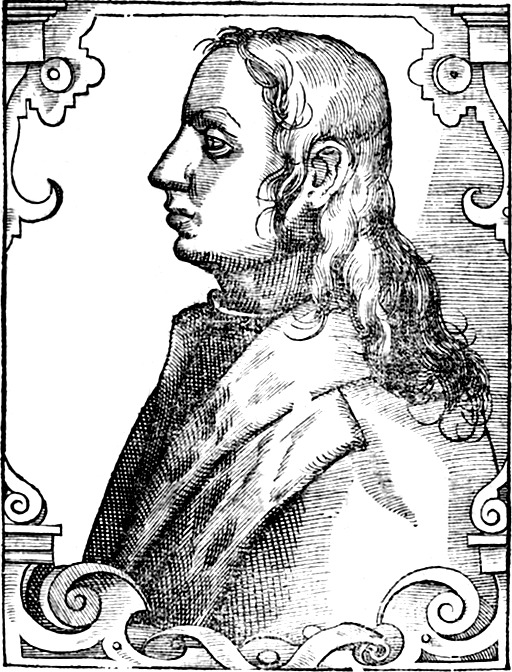
Ercole Strozzi

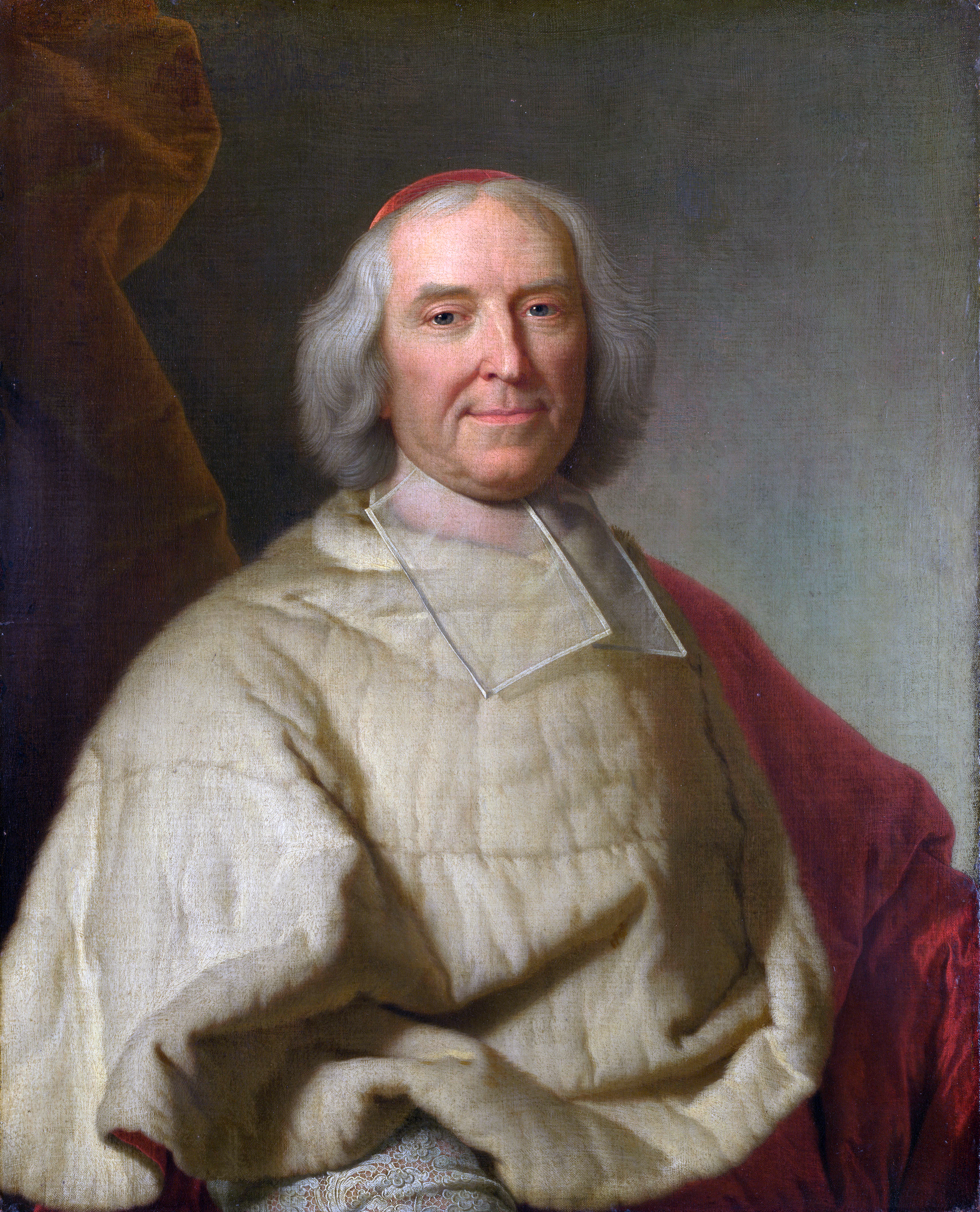
André-Hercule de Fleury

- Ercole II d'Este, duca di Ferrara, Modena e Reggio
- Ercole III d'Este, duca di Modena e Reggio
- Ercole Baldini, ciclista su strada e pistard italiano
- Ercole Bernabei, compositore e organista italiano
- Ercole Consalvi, cardinale e politico italiano
- Ercole Dembowski, matematico e astronomo italiano
- Ercole de' Roberti, pittore italiano
- Ercole Ferrata, scultore italiano
- Ercole Gonzaga, cardinale italiano
- Ercole Lelli, anatomista, scultore e pittore italiano
- Ercole Pasquini, organista, clavicembalista e compositore italiano
- Ercole Sassonia, medico italiano
- Ercole Silva, scrittore e architetto del paesaggio italiano
- Ercole Spada, designer automobilistico italiano
- Ercole Strozzi, poeta e letterato italiano

### Altre varianti
- Eracle di Macedonia, figlio illegittimo di Alessandro Magno
- André-Hercule de Fleury, cardinale e politico francese
- Hérculez Gómez, calciatore statunitense
- Hercules Seghers, pittore e incisore olandese
- Irak'li Ts'ereteli, politico georgiano

## Il nome nelle arti
- Ercole è un personaggio dei fumetti DC Comics.
- Ercole è un personaggio dei fumetti Marvel Comics.
- Heracles è un personaggio della serie manga e anime One Piece.
- Hercule Poirot è un personaggio di diversi romanzi scritti da Agatha Christie.